# Numa Palazzini
Numa Palazzini (Bergamo, 17 maggio 1825 – Firenze, 1906) è stato un patriota, giornalista e politico italiano.

## Biografia
Nacque a Bergamo nel 1825 da Giuseppe e Teresa Valeurenghi. Nel 1848 con lo scoppio della prima guerra di indipendenza partecipò all'insurrezione di Bergamo contro gli austriaci. Al riguardo scrive in una sua memoria:
(Numa Palazzini, 1848)
Numa Palazzini prese parte alla seconda guerra di indipendenza e, con il grado di capitano, alla campagna meridionale del 1860, ove il 25 agosto, a Milazzo, fu sottoposto al giudizio del Consiglio Permanente di Guerra dal maggiore Francesco Sprovieri per aver amministrato e condotto pessimamente la compagnia ai suoi ordini. Fu pienamente assolto in quanto “non in mala fede ma per false ed enorme voci sparse a carico del capitano stesso”.
Il 4 ottobre, a Napoli, fu nominato da parte di Giuseppe Garibaldi, generale dittatore dell'Italia meridionale, capitano di stato maggiore della 2ª Brigata della 16ª Divisione comandata dal generale Enrico Cosenz. Successivamente all'impresa d'Aspromonte di Garibaldi del 1862, fu imprigionato nel carcere di Alessandria. Nel 1866 fu nuovamente con Garibaldi. Maggiore del 2º Reggimento Volontari Italiani prese parte alla Battaglia di Pieve di Ledro, ove si meritò il titolo di cavaliere dell'Ordine militare di Savoia.

### L'autobiografia
Terminata la campagna militare, nel 1861, Palazzini si candidò, ma non fu eletto, al parlamento italiano nel Circondario di Treviglio presentandosi al proprio elettorato con la seguente autobiografia che fu pubblicata sui quotidiani “L'Indipendente”, “La Gazzetta del Popolo”, “Il Lampo” ed “Il Nizzardo”:
Fallito il generoso tentativo il Palazzini recatosi in Toscana, ove l'abborrito governo del Lodronese avea dato luogo a quello del Guerrazzi, e qui prese parte alla redazione del Corriere Livornese, tra fogli democratici uno de' meglio diffusi. Di là passava a Civita Vecchia ad assumervi le funzioni di Console Toscano e di Vice Presidente del Circolo politico, indi trasferitosi a Roma ridonata alla libertà a giovare dell'opera sua altro periodico, il più ardente, indefesso e stimato propugnatore de' diritti del popolo.
Le cure letterarie e politiche non distolsero il Palazzini un solo istante dal dedicare il suo braccio alla santa causa, e si tosto dai colli dell'eterna città udiva tuonare il cannone, e il grido dall'arme era dato, ei gettava la penna per impugnare un fucile, e S. Pancrazio, La Villa Panfili, il Casino dei Quattro Venti e il Vascello furono sovente testimoni del suo valore.
Caduta Roma, e con Roma cadute le speranze d'Italia, il Palazzini andava esule in straniere e remote contrade, cercando un pane onorato ad onorate fatiche. In Turchia dettò un “Riassunto storico degli avvenimenti di Roma” con quell'affetto, con quella devozione alla verità che distinguono l'uomo dalle profonde convinzioni, il quale dall'idea fe' sublime apostolato. E in Egitto diede vita ad un “Giornale Letterario”, a comporre il quale invitò quanti esuli in riva al Nilo sospiravano la derelitta famiglia, la patria dallo straniero contaminata. In Alessandria fu pure Direttore dell'Istituto Egiziano.
Dalle infuocate regioni africane passò in Francia, ove venne accolto collaboratore prima della “Revue de Paris”, con decreto Imperiale soppressa in seguito all'attentato di Orsini, poi del “Journal de Paris”, cui non essendo dato occuparsi di politica, come la gravità delle circostanze richiedeva, il Palazzini vi trattò con successo la partita artistica, e giammai mancando a sé stesso, le Arti diresse ad ingentilire gli animi, ad innalzarli a nobili sensi, a spingerli ad opere magnanime. Mentre però dovea lasciar da parte la polemica in Francia, non ismetteva per questo dall'occuparsi di politica fuori di essa e inviava suoi articoli ora al Diritto ora alla Voce della Libertà, ora all'Italia, ove diffusamente discusse gli interessi più vitali della Patria.
Dopo undici anni d'esilio dignitosamente sopportati allorché sulle sponde del Ticino e del Po di nuovo eccheggiò il grido tremendo “Fuori i Barbari” il Palazzini lasciò Parigi e una posizione, frutto di lunghi e crudeli sudori, per restituirsi povero ma felice nella diletta sua terra. Giunto a Torino lo si destinò in qualità di attaccato al Commissario Regio, che accompagnò Garibaldi nella famosa spedizione della Lombardia. Ma ben presto stanco di doversi stare inchiodato ad un tavolo, mentre i suoi compagni cimentavano la vita sul campo, entrò nel corpo de' Cacciatori delle Alpi come Ufficiale d'ordinanza del generale Garibaldi, e terminata la campagna, Garibaldi seguì nell'Italia Centrale.
L'ordine da Parigi al nostro Gabinetto trasmesso di arrestarci al Faullo e d'impedire l'invasione delle Marche e del regno di Napoli, che Garibaldi volea ad ogni costo attuata fin dall'ottobre del 1859, fu causa che Garibaldi e tutto il suo stato maggiore avesse a dimettersi. In allora il Palazzini tornò alla vita privata, e per non perdere un tempo troppo prezioso pubblicò a Milano il giornale La Vanguardia, di cui lo stesso Garibaldi era azionista, e di cui pregio essenziale era la dipendenza delle opinioni e la indomita energia nel sostenerle; e questo organo importante di pubblicità non cessò dall'apparire che quando l'eroe di Varese e di San Fermo chiamò gli italiani a nuove battaglie.
Quando il maggiore Palazzini operò in Sicilia e nel continente lasceremo dire ai suoi molti compagni d'arme che ancor calcano questa classica terra; rammenteremo solo per soddisfare al nostro debito di cronista imparziale, che il Palazzini fu, si può dire, il primo a penetrare nel recinto murato che difende il forte di Milazzo, e a piantarvi il vessillo nazionale, fatto per il quale egli è stato proposto alla medaglia al Valor militare.
Per chi guardi bene addentro alle umane cose, per chi le opinioni giudica dalle opere, per chi a coscienza che il passato risponde con sicurezza dell'avvenire, non avrà affatto bisogno di chiedere al Palazzini quale sia il suo programma politico, programma che splende luminoso nella intera esistenza del nostro candidato. Fin da primi anni ridotto dalla sventura a sentire i bisogni del popolo, a provarne le umiliazioni, a portarne le sciagure, domandò sempre e a voce alta che agli uni ampiamente si soddisfacesse e si porgesse alle altre pronto, efficace, radicale riparo.
Dall'educazione portato ad amare la libertà, la libertà volle stabilita e rispettata tra gli uomini, dovesse pure la società passare per conseguirla traverso ad un mare di sangue. E per amore sviscerato di libertà, di una libertà completa, assoluta, di cui solo limite è il rispetto degli altrui diritti, idoleggiò la Repubblica, quale forma di governo che meglio delle altre si presta al suo pieno esercizio, al suo pieno sviluppo. E appunto perché amante sincero della libertà, la quale esige lo scrupoloso rispetto delle altrui opinioni, vedendo che la maggioranza d'Italia credeva, che la sua unità politica e la sua indipendenza non si poteano in altro modo conseguire che affidandosi alla Monarchia, la Monarchia servì deliberatamente, lealmente, con fedeltà; fino a che però, la Monarchia servì essa medesima agli interessi della Nazione.
E non si giudicò sempre utile né giusta l'opera della Monarchia, quindi guerra accanita, a quei Ministri che spacciando di non aver altro pensiero fuor quello della nostra indipendenza, la libertà della Lombardia comprarono con la schiavitù della Venezia, colla schiavitù d'Italia, e gli austriaci lasciarono nel quadrilatero, e alla Francia abbandonarono le chiavi delle Alpi; e sotto pretesto di costituire l'Italia in nazione, l'Italia fecero in pezzi, accordando Nizza e Savoia allo straniero; abominando mercato, che di molti anni ritarderà la completa nostra redenzione …
Adoratore dell'eterno vero, non scese mai a questioni personali, e i principi soli tolse a sostenere o ad osteggiare; e ai principi fissò nome inalterabili, e inalterabile sfera d'azione, e sempre adoratore dell'eterna giustizia i popoli tenne solidali tanto nella prospera quanto nell'avversa fortuna, tanto nella gloria quanto nelle abbiezioni, e ben lungi dal fare della patria una questione di egoismo, le Nazioni tutte riconobbe sorelle nella grande famiglia dell'umanità.
Devoto all'uguaglianza, vivamente respinse ogni distinzione che non fosse persuasa dal merito, e ai cospicui natali e al pingue censo niegò gli usurpati privilegi; invece ai nobili e ai ricchi impose il debito sacrosanto di distinguersi operando il bene.
Ecco quali sono le idee che il maggiore Palazzini porterà al nuovo parlamento.»
(Numa Palazzini, 1861)

### Gli ultimi anni
Il 19 marzo del 1872 ricevette la pensione dell'ordine militare di Savoia e si impiegò come magazziniere delle regie privative.  Trasferitosi a Civitavecchia, nella notte del 23 gennaio 1875, ospitò nella sua casa sul lungomare (odierno Palazzo Luziviene) Giuseppe Garibaldi, che eletto deputato doveva recarsi a Roma. Il giorno successivo il generale partì acclamato da una folla festosa che lo accompagnò fino alla stazione ferroviaria.
Morì a Firenze nel 1906.

## Scritti
Il Palazzini fu autore anche di due saggi:
- “La famiglia: osservazioni critiche”, edito a Milano 1883
- “Il protezionismo di fronte al libero scambio: studio”, stampato a Bergamo nel 1886.